# Sarah Engels/Diskografie
Diese Diskografie ist eine Übersicht über die musikalischen Werke der deutschen Popsängerin Sarah Engels. Ihre erfolgreichste Veröffentlichung ist die Debütsingle Call My Name, die sich in Deutschland, Österreich und der Schweiz in den Top 10 platzieren konnte.

## Alben

### Studioalben
| Jahr | Titel Musiklabel                    | Höchstplatzierung, Gesamtwochen, AuszeichnungChartplatzierungen (Jahr, Titel, Musiklabel, Platzierungen, Wochen, Auszeichnungen, Anmerkungen) | Höchstplatzierung, Gesamtwochen, AuszeichnungChartplatzierungen (Jahr, Titel, Musiklabel, Platzierungen, Wochen, Auszeichnungen, Anmerkungen) | Höchstplatzierung, Gesamtwochen, AuszeichnungChartplatzierungen (Jahr, Titel, Musiklabel, Platzierungen, Wochen, Auszeichnungen, Anmerkungen) | Anmerkungen                          |
| Jahr | Titel Musiklabel                    | DE | AT | CH | Anmerkungen                          |
| ---- | ----------------------------------- | --- | --- | --- | ------------------------------------ |
| 2011 | Heartbeat Polydor (UMG)             | DE2 (13 Wo.)DE | AT5 (11 Wo.)AT | CH13 (9 Wo.)CH | Erstveröffentlichung: 24. Juni 2011  |
| 2018 | Zurück zu mir El Cartel Music (UMG) | DE18 (4 Wo.)DE | AT18 (1 Wo.)AT | CH21 (1 Wo.)CH | Erstveröffentlichung: 4. Mai 2018    |
| 2021 | Im Augenblick Ariola (Sony)         | DE8 (4 Wo.)DE | AT16 (3 Wo.)AT | CH24 (1 Wo.)CH | Erstveröffentlichung: 23. April 2021 |

### Gemeinschaftsalben
| Jahr | Titel Musiklabel                    | Höchstplatzierung, Gesamtwochen, AuszeichnungChartplatzierungen (Jahr, Titel, Musiklabel, Platzierungen, Wochen, Auszeichnungen, Anmerkungen) | Höchstplatzierung, Gesamtwochen, AuszeichnungChartplatzierungen (Jahr, Titel, Musiklabel, Platzierungen, Wochen, Auszeichnungen, Anmerkungen) | Höchstplatzierung, Gesamtwochen, AuszeichnungChartplatzierungen (Jahr, Titel, Musiklabel, Platzierungen, Wochen, Auszeichnungen, Anmerkungen) | Anmerkungen                                                                |
| Jahr | Titel Musiklabel                    | DE | AT | CH | Anmerkungen                                                                |
| ---- | ----------------------------------- | --- | --- | --- | -------------------------------------------------------------------------- |
| 2013 | Dream Team Polydor (UMG)            | DE33 (2 Wo.)DE | AT37 (1 Wo.)AT | CH69 (1 Wo.)CH | Erstveröffentlichung: 22. März 2013 mit Pietro Lombardi als Sarah & Pietro |
| 2016 | Teil von mir Kick-Media Music (RTD) | DE35 (1 Wo.)DE | AT27 (1 Wo.)AT | CH35 (1 Wo.)CH | Erstveröffentlichung: 18. März 2016 mit Pietro Lombardi als Sarah & Pietro |

## Singles

### Als Leadmusikerin
| Jahr | Titel Album                                        | Höchstplatzierung, Gesamtwochen, AuszeichnungChartplatzierungen (Jahr, Titel, Album, Platzierungen, Wochen, Auszeichnungen, Anmerkungen) | Höchstplatzierung, Gesamtwochen, AuszeichnungChartplatzierungen (Jahr, Titel, Album, Platzierungen, Wochen, Auszeichnungen, Anmerkungen) | Höchstplatzierung, Gesamtwochen, AuszeichnungChartplatzierungen (Jahr, Titel, Album, Platzierungen, Wochen, Auszeichnungen, Anmerkungen) | Anmerkungen |
| Jahr | Titel Album                                        | DE | AT | CH | Anmerkungen |
| ---- | -------------------------------------------------- | --- | --- | --- | --- |
| 2011 | Call My Name Heartbeat                             | DE2 (8 Wo.)DE | AT2 (5 Wo.)AT | CH2 (4 Wo.)CH | Erstveröffentlichung: 7. Mai 2011                                                                                        |
| 2011 | I Miss You Heartbeat                               | DE2 (13 Wo.)DE | AT6 (9 Wo.)AT | CH14 (5 Wo.)CH | Erstveröffentlichung: 17. Juni 2011 mit Pietro Lombardi                                                                  |
| 2011 | Only for You Heartbeat                             | DE33 (4 Wo.)DE | AT47 (1 Wo.)AT | — | Erstveröffentlichung: 2. September 2011                                                                                  |
| 2011 | It’s Christmas Time Pietro Style (Special Version) | — | AT75 (1 Wo.)AT | — | Erstveröffentlichung: 2. Dezember 2011 mit Pietro Lombardi Original: Pietro Lombardi – When Your Heart Is Missing a Beat |
| 2013 | Dream Team                                         | DE41 (3 Wo.)DE | AT60 (3 Wo.)AT | CH65 (1 Wo.)CH | Erstveröffentlichung: 15. März 2013 mit Pietro Lombardi als Sarah & Pietro                                               |
| 2015 | Nimmerland Teil von mir                            | DE32 (3 Wo.)DE | AT28 (2 Wo.)AT | — | Erstveröffentlichung: 12. Juni 2015 mit Pietro Lombardi als Sarah & Pietro                                               |
| 2016 | Nur mit dir Teil von mir                           | DE40 (1 Wo.)DE | AT42 (1 Wo.)AT | — | Erstveröffentlichung: 5. Februar 2016 mit Pietro Lombardi als Sarah & Pietro                                             |
| 2018 | Genau hier Zurück zu mir                           | DE31 (2 Wo.)DE | AT51 (1 Wo.)AT | CH67 (1 Wo.)CH | Erstveröffentlichung: 13. April 2018                                                                                     |
| 2020 | Te amo mi amor Im Augenblick                       | DE11 (7 Wo.)DE | AT24 (3 Wo.)AT | CH42 (2 Wo.)CH | Erstveröffentlichung: 15. Mai 2020                                                                                       |
| 2020 | Zoom Im Augenblick                                 | — | — | — | Erstveröffentlichung: 9. Oktober 2020                                                                                    |
| 2021 | Ich Im Augenblick                                  | DE92 (1 Wo.)DE | — | — | Erstveröffentlichung: 19. Februar 2021                                                                                   |
| 2021 | Love Is Love Im Augenblick                         | DE— aDE | — | — | Erstveröffentlichung: 19. März 2021                                                                                      |
| 2022 | Gebe nicht auf –                                   | — | — | — | Erstveröffentlichung: 4. Januar 2022                                                                                     |
| 2022 | Ma Bonita –                                        | — | — | — | Erstveröffentlichung: 15. Juli 2022 mit Luca Hänni                                                                       |
| 2023 | Para Siempre (Für immer) –                         | — | — | — | Erstveröffentlichung: 25. August 2023                                                                                    |
| 2024 | Für immer –                                        | — | — | — | Erstveröffentlichung: 22. März 2024                                                                                      |
| 2024 | Wie nie zuvor –                                    | — | — | — | Erstveröffentlichung: 31. Mai 2024                                                                                       |
| 2025 | Ich bleib –                                        | — | — | — | Erstveröffentlichung: 21. Februar 2025                                                                                   |
| 2025 | Keep You Safe –                                    | — | — | — | Erstveröffentlichung: 23. Mai 2025                                                                                       |

### Als Gastmusikerin
| Jahr | Titel Album          | Höchstplatzierung, Gesamtwochen, AuszeichnungChartplatzierungen (Jahr, Titel, Album, Platzierungen, Wochen, Auszeichnungen, Anmerkungen) | Höchstplatzierung, Gesamtwochen, AuszeichnungChartplatzierungen (Jahr, Titel, Album, Platzierungen, Wochen, Auszeichnungen, Anmerkungen) | Höchstplatzierung, Gesamtwochen, AuszeichnungChartplatzierungen (Jahr, Titel, Album, Platzierungen, Wochen, Auszeichnungen, Anmerkungen) | Anmerkungen                                                                         |
| Jahr | Titel Album          | DE | AT | CH | Anmerkungen                                                                         |
| ---- | -------------------- | --- | --- | --- | ----------------------------------------------------------------------------------- |
| 2018 | Wunschkonzert –      | — | — | — | Erstveröffentlichung: 10. August 2018 Stereoact feat. Sarah                         |
| 2019 | Weekend Dancefieber  | DE83 (2 Wo.)DE | — | — | Erstveröffentlichung: 15. März 2019 DJ Herzbeat feat. Sarah; Original: Earth & Fire |
| 2019 | Ich liebe nur dich – | DE49 (2 Wo.)DE | AT56 (1 Wo.)AT | CH24 (3 Wo.)CH | Erstveröffentlichung: 13. September 2019 Pietro Basile feat. Sarah                  |
| 2021 | Mama –               | DE— bDE | — | — | Erstveröffentlichung: 19. November 2021 Pietro Basile feat. Sarah Engels            |
| 2023 | Jemand –             | — | — | — | Erstveröffentlichung: 22. Dezember 2023 Joel Brandenstein feat. Sarah Engels        |

## Musikvideos
| Jahr | Titel                    | Regie                                        |
| ---- | ------------------------ | -------------------------------------------- |
| 2011 | I Miss You               |                                              |
| 2011 | Only for You             | Oliver Sommer                                |
| 2013 | Dream Team               | Ben Wolf                                     |
| 2015 | Nimmerland               |                                              |
| 2016 | Teil von mir             |                                              |
| 2018 | Genau hier               |                                              |
| 2018 | Einzigartig schön        |                                              |
| 2018 | Wunschkonzert            | Marvin Ströter                               |
| 2018 | Soleil                   |                                              |
| 2019 | Weekend                  |                                              |
| 2019 | Ich liebe nur dich       | Stavros Vamvakidis                           |
| 2020 | Te amo mi amor           | Marvin Ströter                               |
| 2020 | Zoom                     | Sluga & Zlotin                               |
| 2021 | Ich                      | Kevin Ferstl                                 |
| 2021 | Love Is Love             | Jannis Döring (Singleversion + Remixversion) |
| 2021 | Mama                     | Vivien Bauernschmidt                         |
| 2021 | Im freien Fall nach oben |                                              |
| 2022 | Gebe nicht auf           | Granz Henman                                 |
| 2022 | Ma Bonita                | Oliver Sommer                                |
| 2023 | Jemand                   | Roman Romacher                               |
| 2024 | Für immer                |                                              |
| 2024 | Wie nie zuvor            |                                              |

## Promoveröffentlichungen
| Jahr | Titel Album               | Anmerkungen                                                                |
| ---- | ------------------------- | -------------------------------------------------------------------------- |
| 2016 | Unsere Reise Teil von mir | Erstveröffentlichung: 18. März 2016 mit Pietro Lombardi als Sarah & Pietro |

## Sonderveröffentlichungen
| Jahr | Titel Album                                        | Anmerkungen |
| ---- | -------------------------------------------------- | --- |
| 2011 | I Need You Jackpot                                 | Erstveröffentlichung: 27. Mai 2011 Pietro Lombardi & Sarah Engels                                                                    |
| 2011 | It’s Christmas Time Pietro Style (Special Version) | Erstveröffentlichung: 2. Dezember 2011 Pietro Lombardi & Sarah Engels; Original: Pietro Lombardi – When Your Heart Is Missing a Beat |
| 2018 | Liebt er dich? Königlich                           | Erstveröffentlichung: 1. Juni 2018 Marie Wegener & Sarah Lombardi; Original: Severino – Lonely Heart                                 |
| 2019 | Ich liebe nur dich Dancefieber                     | Erstveröffentlichung: 13. September 2019 Pietro Basile feat. Sarah                                                                   |
| 2020 | Weekend Dancefieber                                | Erstveröffentlichung: 12. Juni 2020 DJ Herzbeat feat. Sarah; Original: Earth & Fire                                                  |

| Jahr | Titel Album                                | Anmerkungen                                                          |
| ---- | ------------------------------------------ | -------------------------------------------------------------------- |
| 2018 | Auf einer Welle Bibi & Tina – Star-Edition | Erstveröffentlichung: 28. September 2018 Original: Lisa-Marie Koroll |

## Statistik

### Chartauswertung
|                     | DE    | AT    | CH    |
| ------------------- | ----- | ----- | ----- |
| Nummer-eins-Alben   | DE—DE | AT—AT | CH—CH |
| Top-10-Alben        | DE2DE | AT1AT | CH—CH |
| Alben in den Charts | DE5DE | AT5AT | CH5CH |

|                       | DE     | AT     | CH    |
| --------------------- | ------ | ------ | ----- |
| Nummer-eins-Singles   | DE—DE  | AT—AT  | CH—CH |
| Top-10-Singles        | DE2DE  | AT2AT  | CH1CH |
| Singles in den Charts | DE11DE | AT10AT | CH6CH |